# Гитары Kramer Ferrington
Kramer Ferrington, (KFS, KFB, KFT, KFX…) — серия американских полуакустических гитар, разработанных мастером Дэнни Феррингтоном.
- KFS — Kramer Ferrington Stratocaster — основная модель серии, имеющая дизайн корпуса гитары Fender Stratocaster полуакустическая гитара, производилась в двух исполнениях (KFS-1 и KFS-2).Леворукая гитара KFT-1 чёрного цвета.

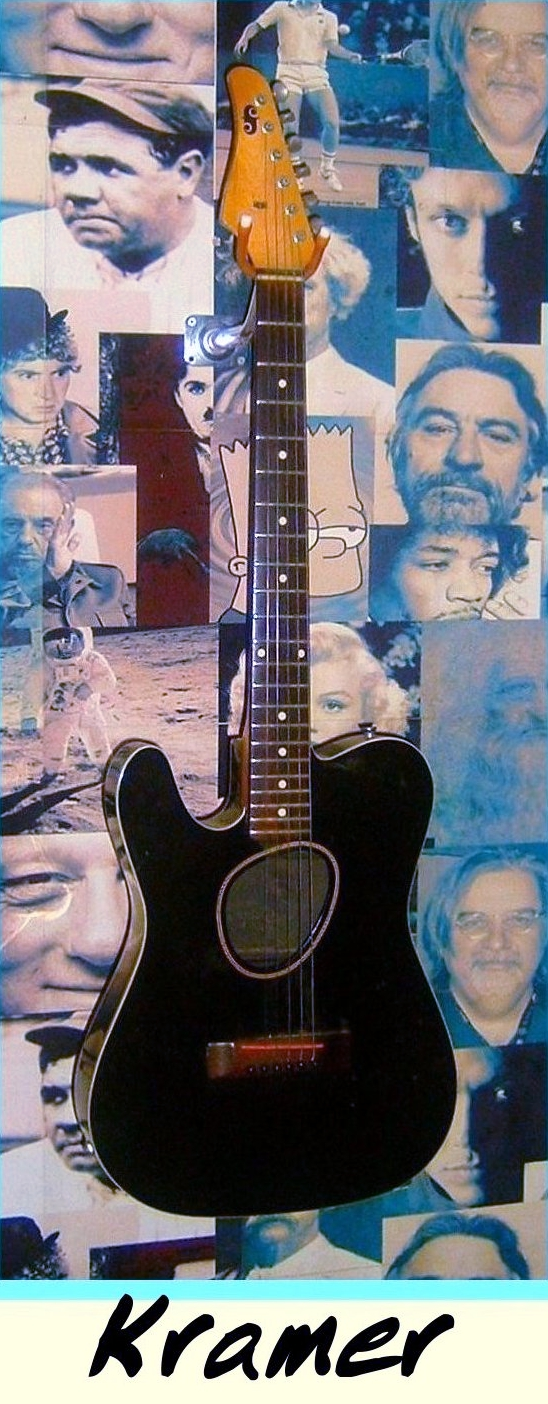
Леворукая гитара KFT-1 чёрного цвета.

- KFT — Kramer Ferrington Telecaster — (KFT-1, KFT-2) ещё одна модель серии, отличие от KFS — форма корпуса в стиле электрогитары Fender Telecaster.
- KFX — Kramer Ferrington «X» — модель, корпус которой имеет форму электрогитары «Gibson Explorer».
- KFB — Kramer Ferrington Bass — (KFB-1, KFB-2) вариант модели KFS, но в исполнении бас-гитары. Уменьшенный гриф, корпус и четыре струны.
- KFS-12 Kramer Ferrington Stratocaster — Тот же KFS, но с дополнительными струнами, то есть двенадцатиструнная гитара.
- Также производились модели SB, RT, JS, DS, и модель C с нейлоновыми струнами.

Количество ладов на гитарах серии — 22, только на KFB — 21.
Отметки на грифе моделей серий были разными — либо точками, либо инкрустированными накладками.
Верхняя дека корпуса изготавливалась из ели, нижняя дека и обечайка - в зависимости от модели и года выпуска - из красного дерева, палисандра или клёна, накладка грифа гитар изготавливалась из палисандра. Гриф — из клёна.
Гитары оснащались пьезодатчиком, 3-полосным эквалайзером и разъёмом под джек.
Гитара Kramer KFT-2 «чёрного» варианта покраски Варианты покраски: чёрный, белый, красный, натуральный и классический «санбёрст».
Все гитары серии отличаются своеобразным отверстием резонатора.
На гитаре модели Kramer Ferrington kfs 2 в 1989 году играл Виктор Цой